# Zábřeh (zámek)
Zábřežský zámek se nachází v ostravském obvodě Ostrava-Jih poblíž zastávky MHD Karpatská. Jedná se o nejstarší stavbu bývalé obce Zábřeh nad Odrou. Ministerstvo kultury ji pod číslem 101419 prohlásilo od 25. února 2005 kulturní památkou.

## Historie

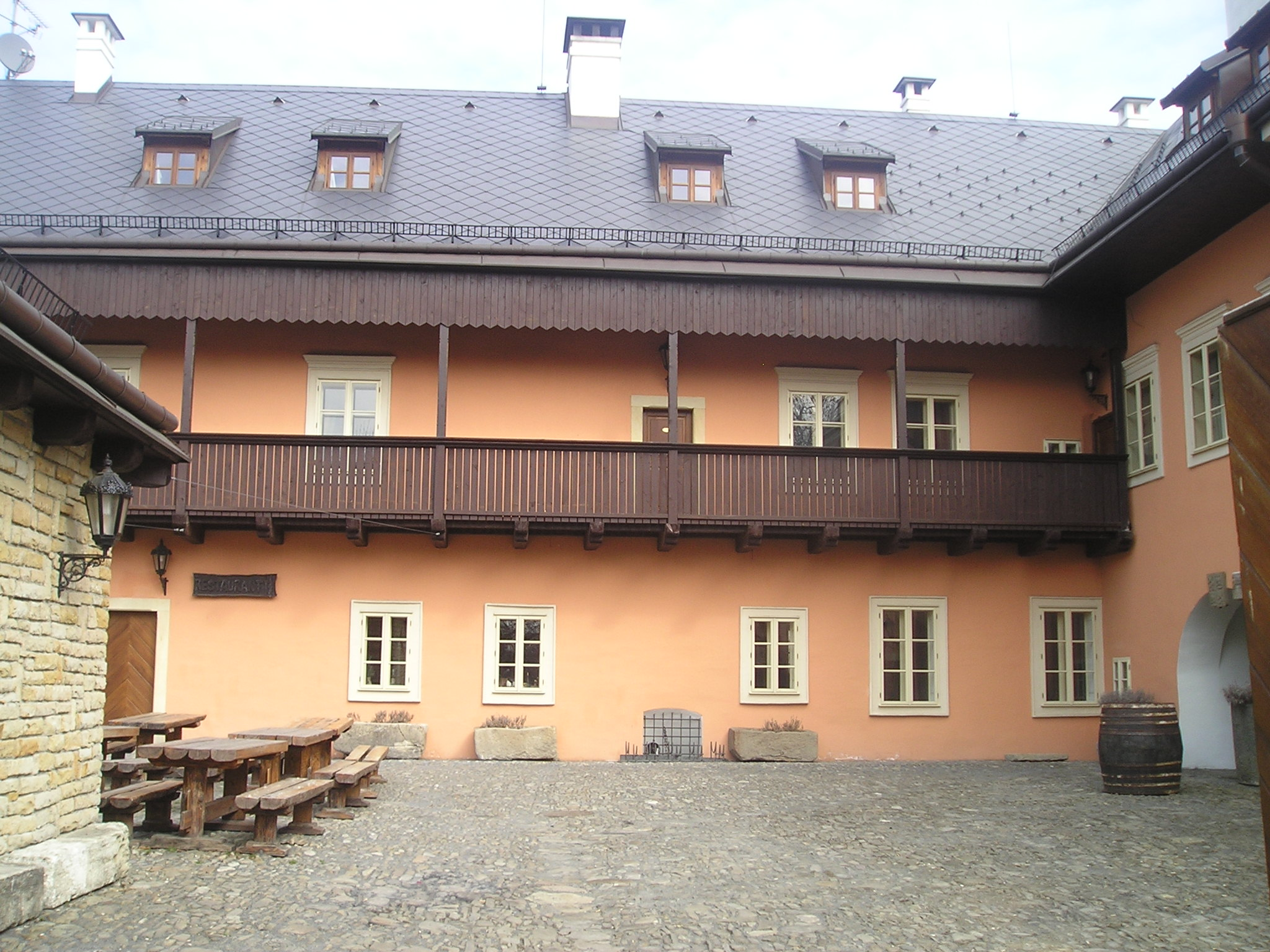
Zábřežský zámek – nádvoří

Zámek stojí na místě někdejší tvrze, která zde stála ještě v roce 1593 a písemně je zmiňována již v roce 1529. Na přelomu 16. a 17. století zde Ctibor Syrakovský z Pěrkova nechal postavit zámek. Od roku 1652 se majitelem stalo olomoucké biskupství, které sem umístilo sídlo hospodářské správy zdejšího kapitulního dvora. Současně zde bydleli zaměstnanci se svými rodinami (zpráva z roku 1921 uvádí, že tady bylo deset domácností s padesáti členy). Brzy po získání zámku provedlo biskupství jeho přestavbu do barokní podoby. O sto let později bylo v nově přistavěném levém křídle zřízeno kaplanství, v další části pak pivovar. V roce 1892 a 1895 proběhly menší opravy celého zámku. Roku 1975 provedl stát dosti necitlivý zásah, když v rámci „modernizace“ dostala budova sedlovou střechu.

## Současnost
V současné době[kdy?] je majitelem zámku soukromá firma Petra Hradila a Ericha Bergmanna, která provedla jeho generální opravu a přestavěla ho na hotel a pivovar. Rekonstrukce proběhla pod dohledem památkového ústavu.
Do svislých konstrukcí bylo zasahováno minimálně, nosné konstrukce zůstaly nedotčeny. Původní jsou rovněž klenby a schodiště, originální podobu si zachovala také kastlíková okna. V prvním patře jsou trámové stropy s podhledem z prken. Stará venkovní pavlač byla odstraněna a nahrazena novou dřevěnou.[zdroj?] V některých detailech se stavba liší od originálu, např. náhradou břidlicové krytiny střech za napodobeninu nebo sytě oranžovou barvou zdí.

## Další informace
V sousedství zámku se nachází Zábřežský bludný balvan, stará neobarokní zábřežská radnice, kostel Navštívení Panny Marie a funkcionalistická budova Husova sboru.